# Monument du Désastre d'Escuminac
Le monument du Désastre d'Escuminac est un site historique provincial du Nouveau-Brunswick situé à Escuminac.
La sculpture, qui surplombe le port d'Escuminac, commémore le Désastre d'Escuminac, un ouragan ayant causé la mort de 35 pêcheurs de la région, du 19 au 20 juin 1959. 
La sculpture représente trois pêcheurs. L'œuvre de Claude Roussel fut commandée par Lord Beaverbrook à l'occasion du dixième anniversaire de la tragédie. Elle fut inaugurée le 19 juin 1969 en présence du Premier ministre du Nouveau-Brunswick, Louis Robichaud, et de plus de 2 000 personnes. Ce monument est classé site historique provincial depuis 1er décembre 2001.